# とべ!人類
『とべ!人類』（とべじんるい）は、尾瀬あきらによる日本のSF漫画。続編に『とべ!人類II』（とべじんるいツー）があり、本記事ではこちらについても併せて記述する。

## 概要
核戦争が起きた地球を脱出し、第二の地球を目指す宇宙船「ホモ・サピエンス号」に乗る少年少女達の、人類存続をかけた物語を描く。船内における人間関係を物語の主軸に据えている。
『とべ!人類』は、尾瀬あきらが松本めぐむ名義で「毎日中学生新聞」（毎日新聞社）に連載した作品である。その後「少年ビッグコミック増刊号」（小学館）にページレイアウト修正の上再掲載され、読者の反響を呼び、続編として『とべ!人類II』が新作として執筆される。
尾瀬は『とべ!人類II』と『初恋スキャンダル』とにより、第31回（昭和60年度）小学館漫画賞少年部門を受賞した。単行本は、小学館（少年ビッグコミックス）より『尾瀬あきら選集』の第2巻（「とべ!人類」）・第3巻（「とべ!人類II」）として発行された。

## とべ!人類
「毎日中学生新聞」掲載当時はタイトルに「ホモ・サピエンス」と言うルビが振られていたが、「尾瀬あきら選集」版のルビは本編1頁目のタイトル表記に「ホモ・サピエンス」と添え書きされているのみで、ルビが振られているその他の個所は全て「じんるい」となっている。

### あらすじ
ごく普通の中学生・岩崎卓は、いつも通り帰宅しようとしていたところを、正体不明の車に呼び止められ眠らされてしまう。目覚めると、同じ年頃の子供たちと一緒に機械だらけの部屋におり、窓の外には巨大な月や地球が浮かんでいた。卓たちは宇宙船に乗せられていたのだ。すでに一人の少女が死んでおり、卓たちは自分の置かれた立場のただならない状況を痛感する。
その後の調査で卓たちは、核戦争により死滅した人類の最後の生き残りになったこと、また乗っている宇宙船「ホモ・サピエンス号」が200年かけて第2の地球「カノウプス系第3惑星P3」へ向かっていることを知る。しかし「ホモ・サピエンス号」には卓たちの他に誰も乗っておらず、冷凍睡眠や食糧生産と言った機能もなく、物資を使い果たせば全滅は免れないというはなはだ心もとない情勢で宇宙飛行に飛び立ったことを知る。
しかも、地球を発った別の大型宇宙船は流星雨との衝突事故で全滅しており、卓たちは200年の旅の間、子々孫々にその使命と意志を引き継がせながら、あらゆる物資を節約しながら自力で命を繋がねばならなかった。しかし、太陽系を脱出する過程で宇宙船の故障や小惑星の接近など幾多のトラブルに直面し、それを解決すべく困難な任務に挑んだ子供たちは次々と命を落としてしまい、最後に生き残った卓・かおり・正・美加の4人が人類の存続を誓う。

### 登場人物
岩崎卓（いわさき たく）
主人公。ホモ・サピエンス号での準リーダー的存在。地球では卓球が得意だった。
尾形おさむ（おがた おさむ）
ホモ・サピエンス号でのリーダー。縫合手術を敢行し、漂流していた宇宙船に宇宙服を着て偵察しに行くなど、勇気がある。頭脳、決断力などずば抜けた資質を持つ人物だったが、早期に命を落としてしまう。
中谷かおり（なかたに かおり）
ホモ・サピエンス号に乗せられた少女の一人。気が弱く、すぐに涙を流してしまう。
早瀬正（はやせ ただし）
ホモ・サピエンス号に乗せられた少年の一人。柔道二段の腕前を持つ。
原田美加（はらだ みか）
ホモ・サピエンス号に乗せられた少女の一人。本人いわく性格はお転婆でおっちょこちょい。
内田千代子（うちだ ちよこ）
ホモ・サピエンス号に乗せられた少女の一人。チーコと呼ばれている。地球では陸上部に所属していた。
西岡誠（にしおか まこと）
ホモ・サピエンス号に乗せられた少年の一人。優等生で知識は豊富だが、勇気が欠けていたが・・・。

## とべ人類II
『とべ!人類II』は、「とべ!人類」の続編。「少年ビッグコミック増刊号」1984年8月号、1985年1月・4月・8月号に掲載された。「とべ!人類」から約100年が経った後のホモ・サピエンス号の物語。

### あらすじ
宇宙船ホモ・サピエンス号が出発してから、船内では多くの人間が生まれていった。しかし時が経つにつれ、過去の記録と記憶の喪失などによりホモ・サピエンス号の由来も旅の意義も忘れ去られ、人々は争いのない平和の世界「カノウプス」を信じる者とそうでない者に別れ、対立しあうようになった。そして100年が経過した頃、カノウプスを信じない者はA地区、信じる者はB地区に分かれ、相手を根絶やしにしようと残された人類は再び戦いを続けることになってしまった。
戦いは激化し、火炎放射器まで用いられてホモ・サピエンス号内部は片端から焼却・爆破され、多くの有用な生活用エリアが使用不能な死のブロックと化していき、宇宙船は修理はおろか本来の機能を失っていく。
そして、多くの骸が転がる中、ようやく生き残ったミリが残された食料を頼りにお腹の子供（性別不明）と未来をつなごうと決意するところで話は終わる。

### 登場人物
タキ
主人公。A地区民。リーダーのもとでB地区民からの防御において大きな成果をあげたが、B地区でミリやナギ、おじい様に会い、ホモ・サピエンス号が世界のすべてではなく広大な世界を旅する“小世界”であることを教えられ、さらに過去の話を聞かされて考えが揺らぐ。
ミリ
ヒロイン。B地区民。おじい様の世話係。おじい様から教わり展望室で草や木を育てている。いつまでも争い続ける人類に憂いを抱いている。
リーダー
A地区民のリーダー（本名は不明）。A地区民の命を第一に考え、B地区へ攻勢に出ることは好まなかったが、互いに限界が来ていると察し、B地区住民の根絶を決意し、火炎放射器まで投入して攻め込み、船内を片端から破壊してしまう。タキを次期リーダーと目している。
ナギ
B地区民のリーダー。乗員が人口増加による食糧難に苦しむなか、父から教わった「カノウプス」を唯一の生きる希望としてB地区民へ広めた穏健派で、タキを差別せず、可能な限り説得しようとする。
グン
B地区民。A地区民の殲滅に積極的な過激派で、独断でA地区に戦闘を仕掛ける。ミリに好意を持つ。
おじい様
B地区民でホモ・サピエンス号乗員の最高齢者。ホモ・サピエンス号に乗せられた最初の8名の1人で、本名は「タク」。しかし、友人と伴侶を失った心の傷と長い年月の旅のストレスと“最後の地球人”としての孤独感にその精神を完全に蝕まれており、教育用に残された資料を焼き尽くしたことで、新たな世代の乗員たちが正確な知識を学ぶ機会を奪ってしまい、それが新たな対立と抗争を産んだ現実に耐えられず、一切の希望も夢も無くした廃人一歩手前の状態にある。